# Boyané
Boyané ou Bojane (en macédonien Бојане, en albanais Bojani) est un village situé à Saraï, une des dix municipalités spéciales qui constituent la ville de Skopje, capitale de la Macédoine du Nord. Le village comptait 2230 habitants en 2002. Il se trouve au nord de l'autoroute qui relie Skopje à Tetovo et de la vallée du Vardar, au pied du massif du Jeden. Il est majoritairement albanais.

## Démographie
Lors du recensement de 2002, le village comptait :
- Albanais : 2 225
- Macédoniens : 1
- Autres : 4